# Елефтеріос Венізелос
Елефтеріос Венізелос (грец. Ελευθέριος Βενιζέλος, 23 серпня 1864, Ханья, Крит — 18 березня 1936, Париж) — грецький державний і політичний діяч початку XX століття. У 1910—1915, 1917—1920, 1924, 1928—1932, 1933 обіймав посаду прем'єр-міністра Греції.

## Біографія
Освіту здобув в Афінському університеті, після його закінчення в 1886 році повернувся на Крит, який на той час все ще знаходився під владою Туреччини. 1888 року Венізелос був обраний до Зборів Криту. Повстання 1897 р. призвело до виведення турецьких військ з Криту, Венізелос очолив нові Національні збори острова, проголосивши в 1905 р. приєднання Криту до Греції.
У 1910 р. став засновником і лідером Ліберальної партії Греції. Брав участь у створенні Балканського союзу 1912. Домігся приєднання до Греції в результаті Балканських воєн 1912—-1913 острова Крит, Егейської Македонії, Західної Фракії та інших територій.
29 червня 1915 оголосив про вступ Греції у Першу світову війну на боці Антанти. Проте змушений був піти у відставку, зіштовхнувшись з опозицією. У серпні 1915 р. він повернувся до влади, але йому довелося знову піти у відставку після висадки військ Антанти в Салоніках 1 жовтня 1915. Остання подія призвела до остаточного розриву між Венізелосом та пронімецьки налаштованим королем Костянтином I.
25 вересня 1916 Венізелос втік на Крит. У жовтні 1916 він повернувся в Салоніки, де сформував Тимчасовий уряд, а 16 червня 1917 очолив новий уряд Греції в Афінах. Венізелос зазнав поразки на виборах у листопаді 1920, і після плебісциту 6 грудня 1920 р. в країну повернувся король Костянтин I. Венізелос повернувся до політичної діяльності тільки після другого зречення короля в 1922.
За його правління греція почала війну з Туреччиною (1919—1922) та брала участь в інтервенції на територію України (січень — квітень 1919 р.).
У 1923 р. він представляв Грецію на конференції в Лозанні, в 1924 р. став на короткий період прем'єр-міністром, 4 липня 1928 знову очолив уряд і залишався на цій посаді (з перервами) до 1933 р.
У березні 1935 р. Венізелос також став натхненником антимонархічного повстання на острові Крит, придушеного промонархістським урядом. У тому ж році емігрував до Франції. Був засуджений у Греції до смертної кари, але потрапив під амністію, оголошену новим королем Георгом II.